# Stadio Alberto Picco
Das Stadio Alberto Picco ist ein Fußballstadion in der italienischen Stadt La Spezia. Es ist die Heimspielstätte des Fußballvereins Spezia Calcio. Es bietet Platz für 10.336 Zuschauer.

## Galerie

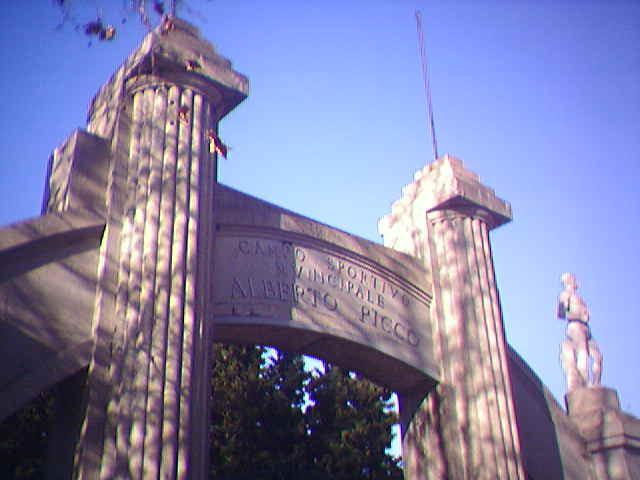
Eingangsbereich
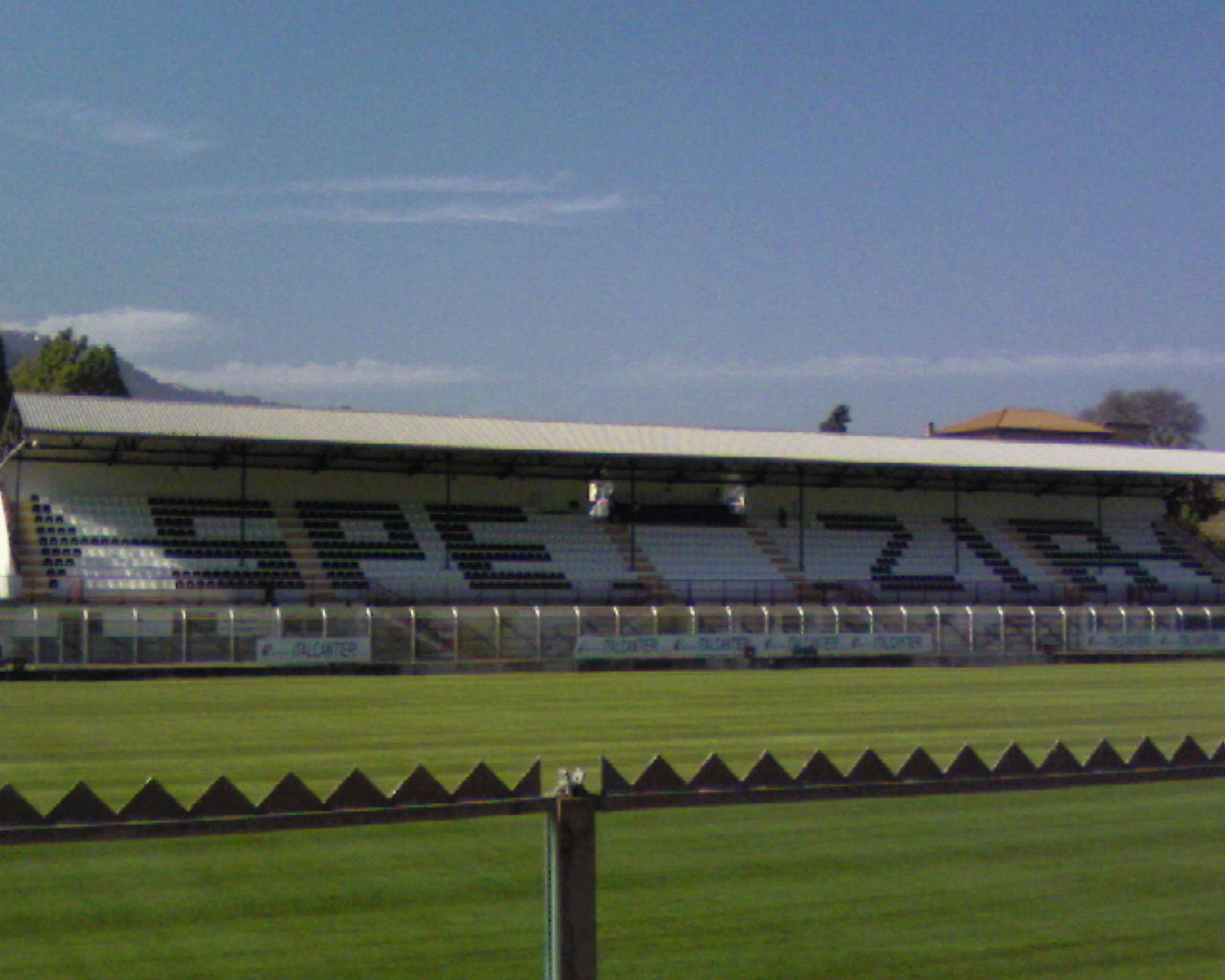
Tribuna Picco
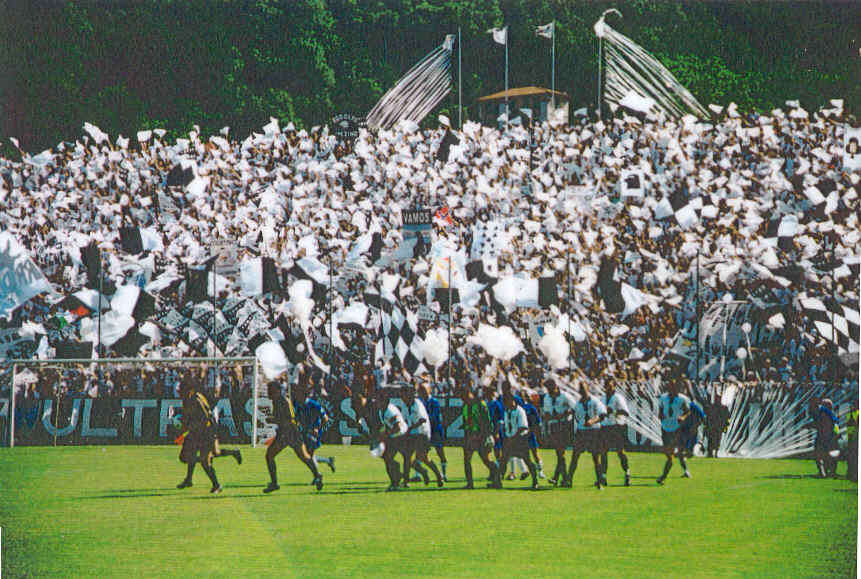
Curva Ferrovia
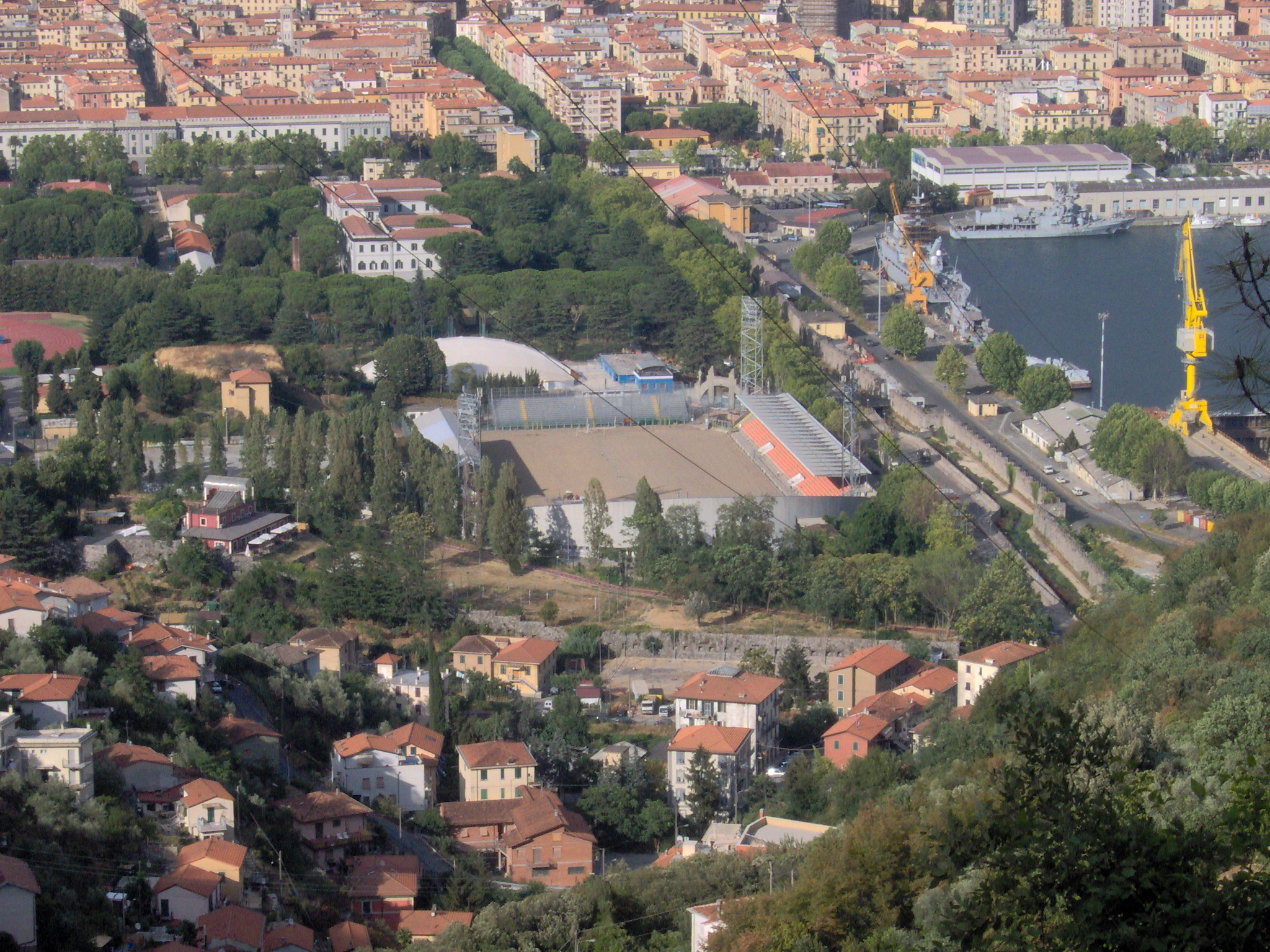
Luftaufnahme aus dem Jahr 2006